# Helinä Rautavaara
Helinä Rautavaara, född 24 mars 1928 i Helsingfors, död 27 februari 1998 i Helsingfors, var en finländsk journalist och samlare.
Helinä Rautavaara var enda barnet till botanikern Toivo Rautavaara (1905–1987) och översättaren och riksdagskontoristen Kaarina Kajava (1901–1981). Hon utbildade sig i psykologi på Helsingfors universitet med en magisterexamen 1952. Hon intresserade sig för främmande länders kultur och religioner och förberedde en avhandling genom att resa och anskaffa artefakter i Afrika, Mellanöstern och Latinamerika under 1950-talet. Hon beskrev dessa resor i den finländska tidskriften Seura och i radio- och teveprogram. 
Hon införskaffade över åren omfattande etnografiska samlingar, och träffade en överenskommelse med Esbo stad om att inrätta ett etnografiskt museum för utomeuropeiska kulturer. Museet öppnades under namnet Helinä Rautavaaras museum 1998. Det ligger i WeeGee-huset i Esbo och har omkring 3 000 föremål, med tyngdpunkt i artefakter från Västafrika och Brasilien. 